# ميل ثوم
ميل ثوم (بالإنجليزية: Mel Thom)‏ هو ناشط أمريكي، ولد في 28 يوليو 1938.